# Comté de Le Sueur
Le comté de Le Sueur est situé dans l’État du Minnesota, aux États-Unis. Il comptait 25 426 habitants en 2000. Son siège est Le Center.
Le nom de ce comté est en hommage à l'explorateur français Pierre-Charles Le Sueur qui arpenta ce territoire de la Nouvelle-France au XVIIe siècle.